# نهضت سوادآموزی (مجموعه تلویزیونی)
نهضت سوادآموزی یک مجموعهٔ تلویزیونی به کارگردانی محمد اوزی است که در سال ۱۳۶۰ تولید و از شبکه ۱  پخش گردید.

## خلاصه داستان
هر قسمت از این مجموعه تلویزیونی، به طرح داستانی می‌پرداخت که در نهایت، زیان‌ها و دردسرهای ناشی از بی‌سوادی را گوشزد می‌کرد.

## بازیگران و عوامل تولید

### بازیگران
- مهین دیهیم
- محمد ابهری
- حسین پناهی
- ملیحه نیکجومند
- مهدی بهنام
- مسعود میرزایی
- هوشنگ صمدی
- بیژن مؤمنی
- سوگند رحمانی
- علی‌اکبر جهانبخش
- ابوالفضل مطلق
- داود رحیمی
- محمد تقی‌زی
- مسعود ایمن
- داود حیدری
- تقی شرفی

### عوامل تولید
- تدوین‌گر و کارگردان: محمد اوزی
- نویسنده: محمد اوزی، احمد طالب
- موسیقی: انتخابی
- تهیه‌کننده: محمد میرحسینی، محسن فرید
- فرمت تصویر: ویدئویی
- تعداد قسمت‌ها: ۱۳ قسمت (۲۰۰ دقیقه)
- محصول: گروه فیلم و سریال شبکه ۱
- سال تولید: ۱۳۶۰